# Villmanstrand–Lahtis tekniska universitet

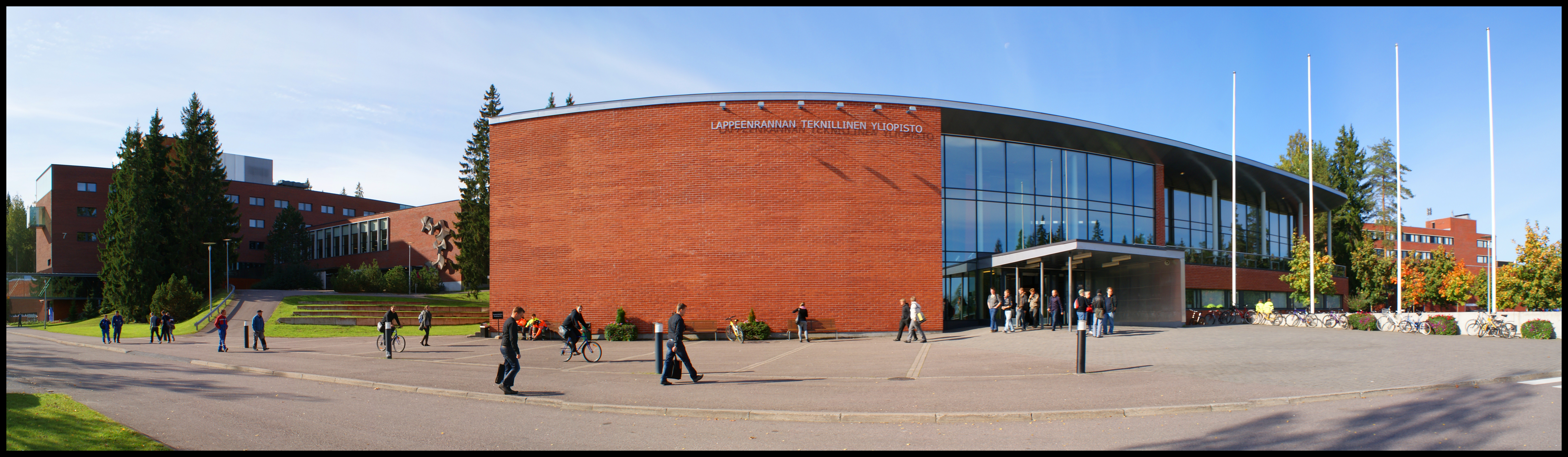
Villmanstrands tekniska universitet (2011), nuvarande Villmanstrand–Lahtis tekniska universitet.

Villmanstrand–Lahtis tekniska universitet LUT eller LUT-universitet (finska: Lappeenrannan–Lahden teknillinen yliopisto LUT) är ett tekniskt universitet som grundades 1969 och som har specialiserat sig inom teknik och ekonomi och är beläget i Villmanstrand och Lahtis. Omkring 5 000 studerande finns vid universitetet och personalen uppgår till omkring 800 anställda. 
Fram till slutet av 2002 var universitetet känt som Villmanstrands tekniska högskola (på finska: Lappeenrannan teknillinen korkeakoulu, LTKK) och fram till slutet av 2018 som Villmanstrands tekniska universitet.
Villmanstrand–Lahtis tekniska universitet och Yrkeshögkolan LAB i Lahtis och Villmanstrand ingår i en företagsgrupp, där vardera utbildningsanstalten drivs som en autonom enhet. Villmanstrand–Lahtis tekniska universitet fungerar som moderbolag och LAB Ammattikorkeakoulu Oy är dotterbolag till detta.

## Utbildningprogram
- Datateknik och Datorteknik
- Elektroteknik
- Ekonomi
- Energiteknik
- Miljöteknik
- Industriell ekonomi
- Kemiteknik
- Maskinteknik
- Teknisk fysik